# カルホルニアハワイプロモーション
カルホルニアハワイプロモーション（略称、C.H.P）は、千葉県一宮町に本店を置くサーフボードメーカー。
千葉県一宮町九十九里海岸沿いにメーカー直営のサーフショップとして1976年にオープン。
35年以上に及ぶデータの蓄積と経験から作り出されるサーフボードは、伝統が生む高いクオリティを誇り、
選び抜かれた高品質な素材と繊細な技術でジャパンメイドのハイレベルな完成度で、数多くのカスタムボードを手掛ける。
ハイレベルな技術力を誇るメインシェイパーには日本人パイプライナーの先駆けの一人、岡野功、WCT(World Championship Tour)サーファーからの信頼も厚いピーターダニエルも加わった。
また最近ではブラジルのガブリエルメディーナの活躍により多くのメディアに注目されているスペインのPUKASサーフボードを取り扱う。

## CHP チームライダー
河野正和、吉川共久、伊久良城二、山崎裕二、久田友彦、中里尚雄、門井真吾、高橋翔、堀越力、岩佐美香、中村大輔、白土勝久、久田友彦

## CHP サーフボード シェイパー
岡野功、中村大輔、ピーターダニエル（PETER DANIELS）、山崎市郎、

## PUKAS サーフボード シェイパー
ジョニーカビアンカ（JOHNNY CABIANKA）、マイケルアゴット（MIKEL AGOT）、アクセルロレンツ（AXEL LORENTZ）